# Occhi di ragazza
Occhi di ragazza è un brano musicale che arrivò al successo grazie all'interpretazione di Gianni Morandi nel 1970, con testo firmato da Gianfranco Baldazzi e Sergio Bardotti e la musica composta da Lucio Dalla e Armando Franceschini. Il brano era stato assegnato a Ron per presentarlo al Festival di Sanremo 1970 in abbinamento con Sandie Shaw, ma la canzone non venne ammessa dalla commissione selezionatrice dopo il provino.  Nel marzo dello stesso 1970, Morandi presentò il brano all'Eurovision Song Contest ottenendo l'ottava posizione e infine lo incise  nell'aprile del 1970, come Lato A del 45 giri Occhi di ragazza/T'amo con tutto il cuore, facendone una sua hit. 

## Significato e interpretazioni
Il testo di Sergio Bardotti, non mette in primo piano la ragazza ma i suoi occhi, con cui l’innamorato dialoga direttamente, occhi che dicono tante cose del suo amore e del percorso di una coppia, dall’innamoramento all’addio. 
La versione di Morandi porta il brano al grande pubblico, in una dimensione pop e commerciale; quella di Dalla offre una versione raffinata, e attribuisce un’enfasi emotiva al brano mantenendolo in uno spazio sentimentale e di intimità straordinario sospeso tra una tendenza al patetico e una crescente disperazione..

## Altre versioni
A giugno dello stesso anno Occhi di ragazza venne inserito da Dalla nel suo secondo album Terra di Gaibola.
Il brano è presente in quattro album: Gianni 7 di Morandi, Terra di Gaibola di Dalla, Ornella &... cantata da  Ornella Vanoni e Tutti cuori viaggianti di Ron, che lo canta in coppia con Morandi. Inoltre è contenuto anche in compilation come 12000 lune di Dalla e Grazie a tutti di Morandi.

## Classifica annuale[7]
| Classifica (1970) | Posizione | Artista        |
| ----------------- | --------- | -------------- |
| Italia            | 30        | Gianni Morandi |

## Altre incisioni
- 1970, nell'album Terra di Gaibola - Lucio Dalla
- 1983, nell'album Tutti cuori viaggianti - Ron
- 1986, nell'album Ornella &... - Ornella Vanoni
- 2009, nell'album I successi di... Nico dei Gabbiani - Nico dei Gabbiani